# Комп'ютерна етика
В найзагальнішому сенсі Комп'ютерна етика займається дослідженням поведінки людей, що використають комп'ютер, на основі чого виробляються відповідні моральні приписи й своєрідні норми етики. Саме вживання терміна «комп'ютерна етика» досить умовне, ця дисципліна дуже молода, вона з'явилася на межі 70-х — 80-х рр. XX сторіччя, і поряд з нею вживаються такі терміни, як «інформаційна етика», «кіберетика».
Комп'ютерна етика являє собою область міждисциплінарного дослідження й включає розгляд технічних, моральних, юридичних, соціальних, політичних і філософських питань. Проблеми, аналізовані в ній, умовно можна розділити на кілька класів:
- проблеми, пов'язані з розробкою моральних кодексів для комп'ютерних професіоналів і простих користувачів, чия робота пов'язана з використанням комп'ютерної техніки;
- проблеми захисту прав власності, авторських прав, права на особисте життя й волю слова стосовно області інформаційних технологій;
- група проблем, пов'язаних з появою комп'ютерних злочинів, визначенням статусу, тобто переважно правові проблеми.

## Принципи комп'ютерної етики
1. privacy (таємниця приватного життя) — право людини на автономію й волю в приватному житті, право на захист від вторгнення в неї органів влади й інших людей;
2. accuracy (точність) — дотримання норм, пов'язаних з точним виконанням інструкцій для експлуатації систем і обробці інформації, чесним і соціально-відповідальним відношенням до своїх обов'язків;
3. property (приватна власність) — недоторканність приватної власності — основа майнового порядку в економіці. Проходження цьому принципу означає дотримання права власності на інформацію й норм авторського права;
4. accessibility (доступність) — право громадян на інформацію, її доступність у будь-який час і в будь-якому місці.

## Кодекс комп'ютерної етики
Найяскравіше своє втілення комп'ютерна етика одержала в області розробки моральних кодексів. Досить показове відношення до розглянутої проблеми у США, де перший кодекс комп'ютерної етики був розроблений в 1979 році. Прийняття кодексу було продиктовано розумінням того, що інженери, вчені й технологи результатами своєї діяльності визначають якість і умови життя всіх людей в інформаційному суспільстві. Тому в преамбулі кодексу підкреслюється життєво важлива необхідність дотримання всіх норм етики при розробці й експлуатації засобів інформаційних технологій. Згодом були розроблені й прийняті кодекси в багатьох інших організаціях США, зв'язаних зі сферою інформаційних технологій, таких як «Асоціація розробників комп'ютерних технологій» (ACM), «Асоціація менеджерів інформаційних технологій» (DPMA), «Асоціація користувачів інформаційних технологій у США» (ITAA), «Асоціація сертифікованих комп'ютерних професіоналів» (ICCP).
На основі етичних стандартів, використовуваних у кодексах, «Міжнародна федерація з інформаційних технологій» (IFI) рекомендувала прийняти кодекси комп'ютерної етики національним організаціям інших країн з обліком місцевих культурних і етичних традицій. Зміст окремих кодексів відрізняється один від одного, але в їхній основі лежить деякий інваріантний набір моральних установок, які умовно можуть бути зведені до наступного:
1. не використовувати комп'ютер з метою шкоди іншим людям;
2. не створювати перешкод і не втручатися в роботу інших користувачів комп'ютерних мереж;
3. не користуватися файлами, не призначеними для вільного використання;
4. не використовувати комп'ютер для злодійства;
5. не використовувати комп'ютер для поширення помилкової інформації;
6. не використовувати крадене програмне забезпечення;
7. не привласнювати чужу інтелектуальну власність;
8. не використовувати комп'ютерне устаткування або мережеві ресурси без дозволу або відповідної компенсації;
9. думати про можливі суспільні наслідки програм, які Ви пишете, або систем які Ви розробляєте;
10. використовувати комп'ютер із самообмеженнями, які показують Вашу люб'язність і повагу до інших людей.

## «Хакерська етика»
У рамках комп'ютерної етики виділяється особлива область, яка називається «хакерська етикою», основи якої заклали хакери, піонери, що стояли біля витоків сучасних інформаційних технологій. А з розвитком мережі Інтернет у побут входить і поняття «мережної етики» або «нетикету» (похідне від net — мережа й etiquette — етикет), що позначає сукупність правил, які склалися серед користувачів глобальної мережі.
Налічується величезна кількість визначень поняття «хакер». Ерік Реймонд, один з авторів, що розвивають і пропагують цей напрямок в етиці, у своєму «Новому словнику хакера» приводить вісім визначень, основні з яких наступні:
1. програміст, якому вивчення тонких і не очевидних можливостей системи - прийнятне, на відміну від більшості програмістів, які у своїй роботі обходяться мінімально необхідними знаннями;
2. програміст-фанатик або просто програміст, якому практичне програмування ближче, ніж теоретизування на комп'ютерні теми;
3. експерт або фанат у будь-якій області, наприклад, «астрономічний хакер» або «хакер-ботанік»;
4. особа, яка вирішує складні завдання; той, хто діє в обхід загальноприйнятих правил і обмежень.

Перші хакери й сам феномен хакерства, як певного способу життя й поводження, з'явилися у США в 60-і рр. у стінах МІ (Массачусетський технологічний інститут). Цими людьми рухало бажання опанувати всіма хитрощами комп'ютерних систем і просунути технологію за межі відомих можливостей. Хакерська етика являє собою ряд правил, принципів і норм, вироблених у середовищі комп'ютерних професіоналів. Основні з них, пов'язані, по-перше, з поданням

«що коли люди діляться інформацією з іншими, то  розвивають суспільство. Відповідно до цього подання, нести людям свою майстерність, тобто безкоштовно створювати програмні продукти, усіляко полегшувати користувачам доступ до інформації й різних комп'ютерних ресурсів — це моральний обов'язок кожного хакера».

По-друге, хакери думають, що 

«влізати в чиїсь системи просто з інтересу або для забави — це цілком нормально, природно, якщо при цьому зломщик нічого не краде, не ламає й не порушує конфіденційності системи». 